# 楊承湛

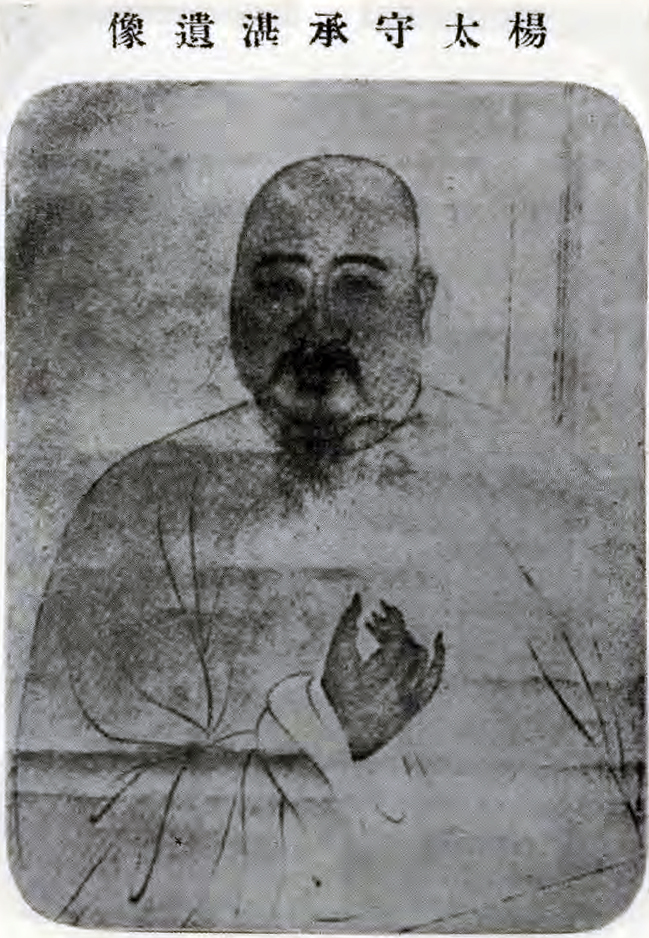
民國《固安縣誌》卷三《楊太守承湛遺像》

楊承湛（？—？），字閬仙，順天府固安縣（今河北省固安縣）人。中國清朝官員。

## 生平
楊承湛幼年家貧，發奮讀書。嘉慶九年（1804年）舉鄉試，十六年（1811年）中二甲第二十四名進士。出任江蘇南匯縣（今上海市南匯區）知縣。南匯縣瀕臨大海，西連申江，潮汐往來，常有水災。楊承湛到任後，籌資疏浚河道，使當地居民免遭梅雨漂泊之苦，居民感激，設生祠祭祀。道光十年（1830年）升任海门厅同知，因父喪返鄉。後調蘇州府海防同知，期間青浦縣百姓聚鬥，因青浦與南匯接壤，承湛之德聞名，在其出面之後民變即平。歷任川沙同知、松江府知府，江寧府知府等。卒年六十五。